# آئوده (قمر)
آئوده (به انگلیسی: Aoede)، (یونانی: Αοιδή) که با نام ژوپیتر XLI هم خوانده می‌شود، از قمرهای سیاره مشتری است. این قمر در سال۲۰۰۳ توسط تیمی از ستاره شناسان دانشگاه هاوایی به رهبری اسکات اس.شپرد و همکاران کشف شد؛ و با نام موقت اس/۲۰۰۳جی ۷ نامگذاری شد.
آئوده حدود ۴ کیلومتر قطر دارد. متوسط مدارش ۲۳٬۰۴۴ مگامتر است و دوره آن ۷۱۴٫۶۵۷ روز بوده و انحراف آن ۱۶۰ درجه نسبت به دائرةالبروج و (۱۶۲ درجه نسبت به استوای مشتری) است. حرکت این قمر رجوعی و خروج از مرکز مدار آن ۰٫۴۳۱۱ است.
در ماه مارس ۲۰۰۵ به نام آئوده، یکی از سه موز اصلی نامیده شد. آئوده
موز نغمه و موسیقی و از دختران زئوس (ژوپیتر) و امنموسینی بود.
این قمر به گروه پاسیفه تعلق دارد که قمرهای نامنظمی دارد که با حرکت مخالف گرد و فاصله بین ۲۲٫۸ و ۲۴٫۱ گیگا متر وانحراف ۱۴۴٫۵° و ۱۵۸٫۳ درجه بدور مشتری می‌چرخند.